# アリーナ・リガ
アリーナ・リガ（Arena Riga）はラトビアの首都リガにあるアリーナである。

## 概要
2006年アイスホッケー世界選手権開催を目的に2006年に完成。主にアイスホッケー、バスケットボールの試合、コンサートなどが開催されている。2008年からKHLのディナモ・リガの本拠アリーナとして使用されている。